# 高山堡乡
高山堡乡，是中华人民共和国河北省张家口沽源县下辖的一个乡镇级行政单位。

## 行政区划
高山堡乡下辖以下地区：
高山堡村、天兴元村、西壕堑村、大脑包村、胜利村、前山村、盐淖村、大西洼村、元房子村和北滩村。